# Ravin de la femme sauvage
Le ravin de la femme sauvage est un ravin situé entre Bir Mourad Raïs et Oued Kniss, à l'est d'Alger. 

## Histoire
La légende de la femme mystérieuse et sauvage qui a donné son nom au ravin. Au XIXe siècle, une jeune femme, veuve, habite avec ses deux enfants qu'elle élève seule. Un jour, la maman entraîne ses petits pour une journée de pique-nique dans la forêt. Les deux enfants jouent, s'éloignent et n'entendent pas les recommandations de leur mère qui leur crie d’être prudents. La jeune femme, ne les voyant plus, les appelle sans résultat. Tous les efforts pour les retrouver sont vains. Folle de douleur, la maman poursuit seule ses recherches. Pendant les années suivantes, les promeneurs terrifiés entendent, à l'occasion, les hurlements de douleur de cette mère devenue sauvage qui court dans les bois à la recherche de ses enfants.
Les jours passent, puis les mois et les années. La maman éplorée erre en guenilles. Les promeneurs surprennent parfois une ombre furtive et évanescente se cachant derrière les arbres. Ils entendent des pas, trouvent des traces de pieds sur le sol. Mais ce qui est encore plus terrifiant, ce sont les hurlements de douleur qui donnent la chair de poule aux plus téméraires. Un jour, la forêt devient soudainement calme et paisible. Et pour cause. Le corps de la femme sans nom est retrouvé sans vie au milieu du bois. La légende raconte qu'elle aurait été enterrée sur place, juste au-dessus du restaurant de la Femme sauvage.

## Le ravin de la femme sauvage dans les arts et la culture

### Peinture

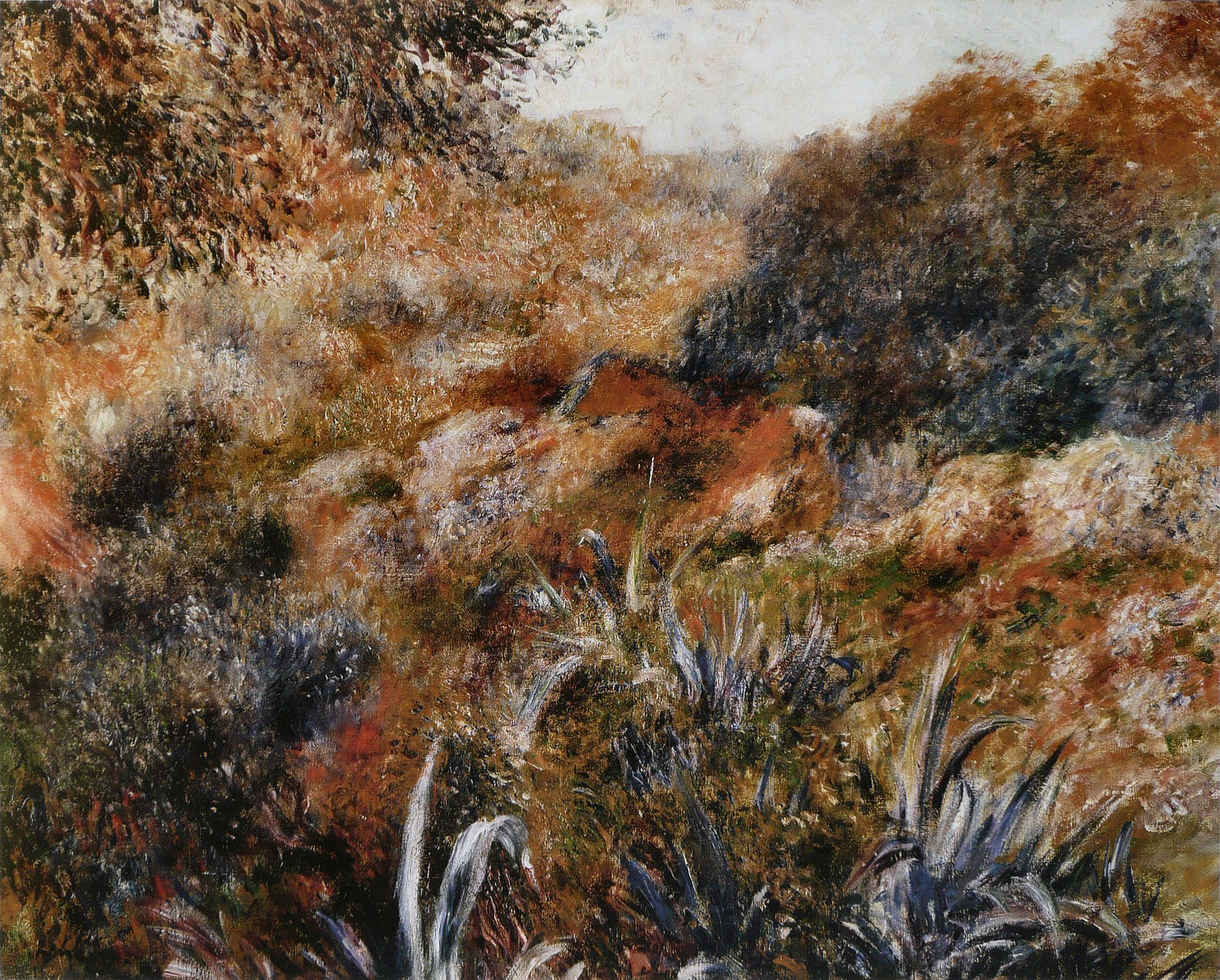
Ravin de la femme sauvage, Auguste Renoir, 1881

Le peintre Auguste Renoir a peint en 1881 le ravin lors de son premier séjour à Alger. Le tableau se trouve au musée d'Orsay à Paris.

### Littérature
- Le Ravin de la femme sauvage, Danièle le Saint-Bois, 1999[5].
- Le Ravin de la femme sauvage, Leïla Sebbar, 2007[6].